# ちゃっかり
「ちゃっかり」は松田樹利亜の10枚目のシングル。

## 内容
ワーナーミュージック・ジャパン在籍最後のシングルはタイトー「X2000 VOICE CHAMP」コマーシャル・ソング。

## 収録曲
1. ちゃっかり
作詞：室井美樹　作曲：松田樹利亜・井上龍仁　編曲：井上龍仁・神長弘一・鷹羽仁
2. MY LOVE
作詞：松田樹利亜　作曲：Joey Carbone・Teddy Castellvocy・井上龍仁　編曲：井上龍仁・神長弘一・鷹羽仁
3. ちゃっかり (inst.)

## レコーディング参加
- 神長弘一 - ギター
- 鷹羽仁 - キーボード
- 坂井紀雄 - ベース
- 山田わたる（FENCE OF DEFENSE） - ドラム